# Sin ti no soy nada
«Sin ti no soy nada» es el título de una canción de 2001 interpretada por la banda española de pop rock Amaral.

## Descripción
Se trata del primer sencillo del tercer álbum de estudio de la banda, titulado Estrella de mar y fue lanzado al mercado el 17 de diciembre de 2001.

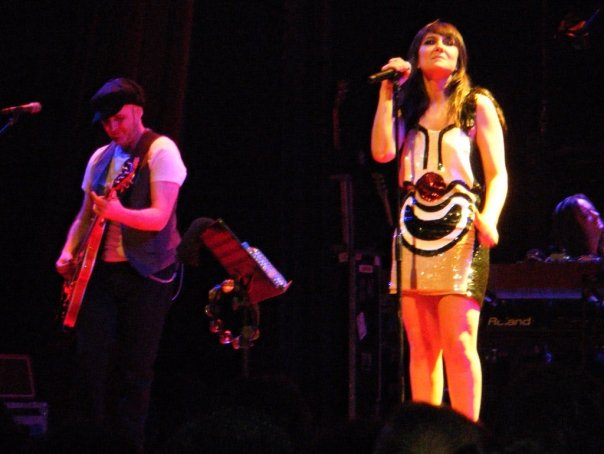
Juan Aguirre y Eva Amaral en el Teatro Circo Price.

Es una balada que describe los sentimientos de desgarro y vacío emocional por la pérdida del ser amado tras una ruptura sentimental. La letra en ocasiones fue criticada y calificada como machista y sexista por sectores feministas por describir, en el contexto de un idealizado amor romántico, la anulación de la mujer en el seno de una relación tóxica, en la que se ha entregado la propia existencia a la voluntad de una tercera persona. Esas emociones terminan controlando toda la vida del narrador.
En 2017 fue el rapero Nega quien vertió acusaciones de machismo sobre la canción, a lo que respondió Eva Amaral, vocalista de la banda: “Creo que es una letra que habla de dependencia emocional. Aquí me gustaría puntualizar mucho que es una letra que compuso Juan hablando de un sentimiento que él tenía. Entonces, a mí me resulta muy difícil poder considerarla machista. Habla de un sentimiento muy extremo de dependencia emocional de otra persona y además yo en algún momento también me habré sentido así, o sea, que no tuve ningún problema en hacer mío ese sentimiento y cantarla yo, pero yo no la puedo ver como machista porque no nació de mí, nació de un hombre hablando de eso que él sentía”.
La polémica sobre la letra ha llegado al extremo de que las autoridades educativas de la Comunidad Foral de Navarra, han incluido la canción en una lista que a su criterio promueve el sexismo, alertando sobre su posible uso en las aulas de alumnos de educación secundaria.
El propio Juan Aguirre ha reconocido que Es cierto que esa canción habla de una relación tóxica y de dependencia emocional. Es algo que puede experimentar cualquier tipo de persona, desde un joven a un adulto o un anciano. No es ni mucho menos nuestro ideal del amor, pero lo cierto es que cuando nosotros escribimos canciones intentamos que sean canciones reales. Sin ti no soy nada refleja una realidad que nada tiene que ver con una relación ideal, habla de adicción.
De la enorme popularidad de la canción da cuenta la anécdota de que el entonces Vicepresidente Primero del Gobierno de España, Alfredo Pérez Rubalcaba la citara en la respuesta a una pregunta parlamentaria del diputado de la oposición Ignacio Gil Lázaro en el Congreso de los Diputados en 2011.

## Videoclip
Realizado por la productora Arco y flecha, describe la separación de dos muñecos de cera (que representan a Eva Amaral y Juan Aguirre) que permanecen juntos en un escaparate de una tienda son separados cuando alguien adquiere la figura masculina. Entonces, la muñeca, convertida en mujer de carne y hueso se lanza por las calles de Barcelona en busca de su compañero, hasta encontrarlo tocando la guitarra sobre el escenario en una sala de espectáculos, momento en que ella se une a la función, e interpretando la canción del título.

## Versiones
El tema ha sido versionado por la cantante Marey en el talent show de Televisión española Operación Triunfo (2002). También fue interpretada por Edurne, imitando a Eva Amaral en el programa de Antena 3 Tu cara me suena (2013).
Amaral han realizado versiones del tema en francés (Les sentiments ne se réparent pas) e italiano (Senza te non sono niente).

## Premios y renocimientos
Considerada un himno del pop español, el tema obtuvo el Premio Ondas a la categoría mejor canción por Por la belleza de la canción de amor más expresiva del año.
También se hizo con el galardón a la Mejor Canción en los Premios de la Música de 2003.
El tema ha sido clasificado por la revista Rolling Stone en el número 67 de las 200 mejores canciones del pop rock en español, según el ranking publicado en 2010.
Alcanzó el número 1 de la lista de Los 40 principales el 16 de marzo de 2002.

## Posicionamiento en listas
| País   | Lista              | Mejor posición |
| ------ | ------------------ | -------------- |
| España | Los 40 principales | 1              |